# Nadia Roman
 (octobre 2017).
Si vous disposez d'ouvrages ou d'articles de référence ou si vous connaissez des sites web de qualité traitant du thème abordé ici, merci de compléter l'article en donnant les références utiles à sa vérifiabilité et en les liant à la section « Notes et références ».
Pour les articles homonymes, voir Roman.
Nadia Pereverzeff Roman, née le 15 septembre 1956 à Cannes, est auteure d'albums pour la jeunesse et institutrice spécialisée.

## Biographie
Nadia Roman a suivi une scolarité fortement alternée avec la pratique de la voile.
Après un DEUG de lettres, elle devient institutrice en 1979, issue de l’École normale de Nice.
Elle travaille vite en maternelle où « le tout à découvrir » des élèves correspond à son « tout m’intéresse ». À l’approche de l’an 2000 elle se rend compte qu’elle est de plus en plus attentive aux enfants qui vont mal. 
Elle entame alors une formation d’enseignante spécialisée à l’IUFM de Nice.
C'est en travaillant, auprès des enfants sur les livres, qu'elle se met à écrire.

## Œuvres
- Participation au « Guide des aides aux élèves en difficulté » Dominique de Peslouan et Gilles Rivalland, Éditions ESF, 2003
- Le Scriptophone et ses homophones, Les Éditions du Ricochet, août 2003
- Le Scriptophone mon cahier, Les Éditions du Ricochet, août 2003
- PPLJE Premier parcours littérature jeunesse (SNE & EN) « Que faire lire aux non- lecteurs » Lille 2004, «Donner le goût de lire » Créteil 2005, « Pérenniser le goût de lire », Toulouse, 2007
- Le réveil, Les Éditions du Ricochet, octobre 2006
- Il risveglio, Éditions Gira l’angolo Turin, décembre 2007
- Le réveil en Arabe, Éditions Lazhari Labter, mars 2008
- C'est moi la plus verte ! Les Éditions du Ricochet, mars 2009
- Le réveil en Hébreu, Korim Publishing, fin 2009
- Blog Citrouille, « Chroniques algéroises » octobre-novembre 2007 (novembre 2008 et novembre 2009)
- Le Kalimagier, Les Éditions du Ricochet, Lazhari Labter Editions, août 2010
- La Surprise, Éditions Thierry Magnier, septembre 2010
- L'arbre aux pièces d'argent, Lazhari Labter Editions, 2010